# Un certain sourire
Pour plus de détails, voir Fiche technique et Distribution.
Un certain sourire (A Certain Smile) est un film américain réalisé par Jean Negulesco et sorti en 1958.

## Synopsis
À Paris, la jeune Dominique étudie le droit à La Sorbonne en compagnie de son petit ami Bertrand. Mais elle est attirée par son oncle Luc, séduisant quadragénaire déjà marié à la très distinguée Françoise qui feint d’ignorer les nombreuses aventures extraconjugales de celui-ci…

## Fiche technique
- Titre original : A Certain Smile
- Titre français : Un certain sourire
- Réalisation : Jean Negulesco
- Scénario : Frances Goodrich et Albert Hackett d’après le roman de Françoise Sagan, Un certain sourire (Éditions Julliard, 1956)
- Décors : John DeCuir, Lyle R. Wheeler
- Ensembliers : Paul S. Fox, Walter M. Scott
- Costumes : Charles Le Maire, Mary Wills
- Photographie : Milton R. Krasner
- Montage : Louis R. Loeffler
- Musique : Sammy Fain, Alfred Newman
- Production : Henry Ephron
- Société de production : Twentieth Century Fox (États-Unis)
- Société de distribution : Twentieth Century Fox (États-Unis, France)
- Pays d'origine : États-Unis
- Langue originale : anglais
- Format : 35 mm — couleur (DeLuxe) — 2.35:1 CinemaScope — son 4 pistes stéréo (Westrex Recording System)
- Genre : comédie dramatique
- Durée : 104 minutes
- Dates de sortie : 
  - États-Unis : 31 juillet 1958
  - France : 1er octobre 1958
- (fr) Classification CNC : tous publics (visa d'exploitation no 21154 délivré le 11 juillet 1958)
- Affiche : Boris Grinsson (France)

## Distribution
- Rossano Brazzi : Luc Ferrand
- Joan Fontaine : Françoise Ferrand
- Christine Carrère : Dominique Vallon
- Bradford Dillman : Bertrand Griot
- Eduard Franz : Monsieur Vallon
- Katherine Locke : Madame Vallon
- Kathryn Givney : Madame Griot
- Steven Geray : Denis
- Johnny Mathis : lui-même
- Yvette Mimieux (non créditée)

## Chanson du film
A Certain Smile, paroles de Paul Francis Webster et musique de Sammy Fain, interprétée par Johnny Mathis dans le film. La chanson a connu un grand succès, y compris en France où elle a été adaptée par Hubert Ithier et André Salvet sous le titre du roman de Sagan, Un certain sourire.
Adaptations francaises
- 1958 : Maria Lopez avec l'orchestre de Jack Ledru - Teppaz (n°4548 & JK25)

- 1958 : Danièle Dupré avec l'orchestre de Armand Migiani - Polydor (n°20856)

- 1958 : John William avec l'orchestre de Claude Vasori - Pathé (G1430 & EG414)

- 1958 : José Rivera avec l'orchestre de Claude Vasori - DECCA (n°70606)

- 1959 : Guylaine Guy avec l'orchestre d'Hubert Degex - RCA (n°76238)

- 1959 : Marie-José avec l'orchestre de Pierre Guillermin - Odeon (MOE2167)

- 1959 : Henri Salvador avec l'orchestre de Mario Bua - Barclay (n°70226)

- 1960 : Michel Louvain avec l'orchestre de Roger Gravel - Coral (CRL 57362)

- 1960 : Michel Dumas avec l'orchestre de Jean-Jacques Robert - GEM (EGEX4569)

## Production

### Genèse
Deuxième adaptation américaine d’un roman de Françoise Sagan après celle de Bonjour tristesse sortie au mois de mars de la même année. Lien entre les deux films : au début de Bonjour tristesse, David Niven feuillette un numéro de Elle où l'on aperçoit la photo de Christine Carrère en couverture du magazine. On sait déjà en 1957 que l'actrice fait partie du casting d'Un certain sourire qui va se tourner début 1958.

### Scénario
Alors que le roman de Sagan s'achève sur les relations amoureuses que l'héroïne « Dominique » continue d'entretenir avec son petit ami et son oncle, la production Twentieth Century Fox a modifié la fin du film pour éviter des problèmes de censure avec l'organisme américain Production Code Administration selon un article paru dans le LA Mirror-News.

### Casting
Premier film de la courte carrière cinématographique américaine de Christine Carrère (elle y a tourné quatre longs métrages). Premiers pas de Bradford Dillman au cinéma après ses débuts à la télévision ainsi que ceux d'Yvette Mimieux.

### Tournage
- Période de prises de vue : 17 février à début mai 1958[2].
- Extérieurs en France[2] : 
  - Alpes-Maritimes : Cagnes-sur-Mer, Èze, Saint-Paul-de-Vence, Villefranche-sur-Mer.
  - Paris : Jardin des Tuileries, quais de la Seine, La Sorbonne, Palais de Chaillot/Trocadéro.

## Distinctions

### Nominations
- Laurel Awards 1959[3] : Paul Francis Webster (paroles) et Sammy Fain (musique) nommés pour le Golden Laurel de la meilleure chanson (5e place) pour A Certain Smile.
- Oscars 1959[2],[3] : 
  - Lyle R. Wheeler, John DeCuir, Walter M. Scott, Paul S. Fox nommés pour l’Oscar de la meilleure direction artistique,
  - Charles Le Maire, Mary Wills nommés pour l’Oscar de la meilleure création de costumes,
  - Paul Francis Webster (paroles) et Sammy Fain (musique) nommés pour l’Oscar de la meilleure chanson originale pour A Certain Smile.

## Accueil
Un certain sourire est mieux accueilli que Bonjour tristesse par la critique américaine. Le magazine Variety loue la réalisation de Jean Negulesco : « Le film est bien réalisé, raisonnable, et magnifiquement photographié. En ayant choisi d’adoucir les aspects amoraux de l’histoire, producteur et réalisateur ont apparemment décidé de privilégier l’esthétisme. De ce fait, le film abonde en images séduisantes de la Côte d’Azur qui, photographiée sous tous les angles possibles, met idéalement en valeur les scènes romantiques entre Rossano Brazzi et Christine Carrère. Les scènes dans les rues de Paris sont tout aussi attrayantes grâce à leur animation ». Variety complimente également l’interprétation, écrivant que « Carrère est charmante et menue, apportant juste ce qu’il faut d’ombre à son sage personnage. Le petit ami, interprété par Bradford Dillman, lui aussi nouveau venu, est d’une beauté non conventionnelle et parfait dans un rôle irritant. Brazzi est doucereusement Européen en Don Juan d’âge moyen, et sa femme Joan Fontaine souffre bien comme l’exige le scénario ». Mais l’histoire du cinéma retiendra l'adaptation de Bonjour tristesse réalisée par Otto Preminger,.